# L (スティーヴ・ヒレッジのアルバム)
『L』は、イギリスのギタリスト、スティーヴ・ヒレッジが1976年に発表した2作目のスタジオ・アルバム。

## 背景
プロデュースはトッド・ラングレンにより、レコーディングにはユートピアのメンバーが参加した。また、当時ニューヨークにいたドン・チェリーも、ヒレッジらの依頼を快諾してレコーディングに参加している。「ハーディー・ガーディー・マン」はドノヴァンのカヴァーで、「イッツ・オール・トゥー・マッチ」はビートルズのカヴァー。ヒレッジは本作のレコーディングより前から、これら2曲を個人的に演奏していたという。
2007年のリマスターCDには3曲のボーナス・トラックが追加された。バーズのカヴァー「8マイルズ・ハイ」ではトッド・ラングレンが12弦ギターを弾いているが、ボーカル・パートは録音されず、バッキング・トラックのみ残された。「マウイ」は、後のアルバム『グリーン』（1978年）に「Palm Trees (Love Guitar)」というタイトルで収録された曲の原型。「シマー」はシングル「イッツ・オール・トゥー・マッチ」のB面に収録されていた曲で、この曲も2007年のリマスターCDに追加収録された。

## 反響・評価
本作はセールス的に成功を収めた。全英アルバムチャートでは12週チャート圏内に入って最高10位に達し、自身初のトップ10入りを果たす。また、ヒレッジのアルバムとしては唯一アメリカでBillboard 200入りを果たし、130位に達した。
音楽評論家のJohn W. Pattersonはオールミュージックにおいて「フェンダー・ストラトキャスターによる印象的なリフとスピーディーなソロはジミ・ヘンドリックスやフランク・マリノにも匹敵するが、それだけではなく、他文化からの異国情緒溢れる音階を通じて、更に踏み込んだ作曲がなされている」と評している。

## 収録曲
特記なき楽曲はスティーヴ・ヒレッジとミケット・ジローディの共作。
1. ハーディー・ガーディー・マン - "Hurdy Gurdy Man" (Donovan Leitch) - 6:33
2. ハーディー・ガーディー・グリッサンド - "Hurdy Gurdy Glissando" - 8:58
3. エレクトリック・ジプシーズ - "Electrick Gypsies" - 6:19
4. オム・ナム・シヴァーヤ - "Om Nama Shivaya" (Nariula, Nanda, Dublin) - 3:34
5. ルナー・ミュージック・スイート - "Lunar Musick Suite" - 11:57
6. イッツ・オール・トゥー・マッチ - "It's All Too Much" (George Harrison) - 11:57

### リマスターCDボーナス・トラック
1. 8マイルズ・ハイ（バッキング・トラック） - "Eight Miles High" (Gene Clark, David Crosby, Roger McGuinn) - 4:27
2. マウイ（アーリー・ヴァージョン・オブ"パーム・トゥリーズ"） - "Maui" - 4:37
3. シマー - "Shimmer" (Steve Hillage, Tim Blake) - 3:48

## 参加ミュージシャン
- スティーヴ・ヒレッジ - ギター、ギターシンセサイザー、シンセサイザー、シャーナイ、ボーカル
- ミケット・ジローディ - ボーカル、Isis Vibes
- ロジャー・パウエル - キーボード、シンセサイザー、ピアノ
- カシム・サルトン - ベース
- ジョン・ウィルコックス - ドラムス
- ドン・チェリー - トランペット、ベル、タンブーラ、ボーカル
- Larry Karush - タブラ
- Sonja Malkine - ハーディ・ガーディ
- トッド・ラングレン - 12弦ギター(on "Eight Miles High")